# Agana Naval Air Station
Agana Naval Air Station – trzeci co do wielkości port lotniczy Guamu, zlokalizowany w jego stolicy, Hagåtñie. Używany jest do celów wojskowych (baza lotnicza marynarki wojennej Stanów Zjednoczonych).